# Aéroport international de Tijuana
L'aéroport international Général Abelardo L. Rodríguez de Tijuana (code IATA : TIJ • code OACI : MMTJ • code DGAC M. : TIJ), Basse-Californie, au Mexique, est le deuxième aéroport mexicain le plus septentrional après celui de Mexicali. L'aéroport est situé dans la ville d'Otay Centenario, tout juste au sud de la frontière entre les États-Unis et le Mexique. Il a traité 4 853 797 passagers en 2015 et 6 332 500 en 2016. C'est le cinquième aéroport le plus fréquenté au Mexique après celui de Mexico-B. Juárez, Cancún, Guadalajara-M. Hidalgo y Costilla et Monterrey-M. Escobedo. L'aéroport peut gérer jusqu'à 10 millions de passagers par an et 360 vols par jour.
Le 9 décembre 2015, avec l'ouverture de la "Cross-Border Xpress", l'aéroport de Tijuana aéroport peut être accédé directement depuis les États-Unis, les passagers peuvent marcher sur un pont enjambant la frontière mexico-américaine entre un terminal sur le côté des États-Unis et l'installation principale du côté mexicain,.

## "Cross-Border Xpress"

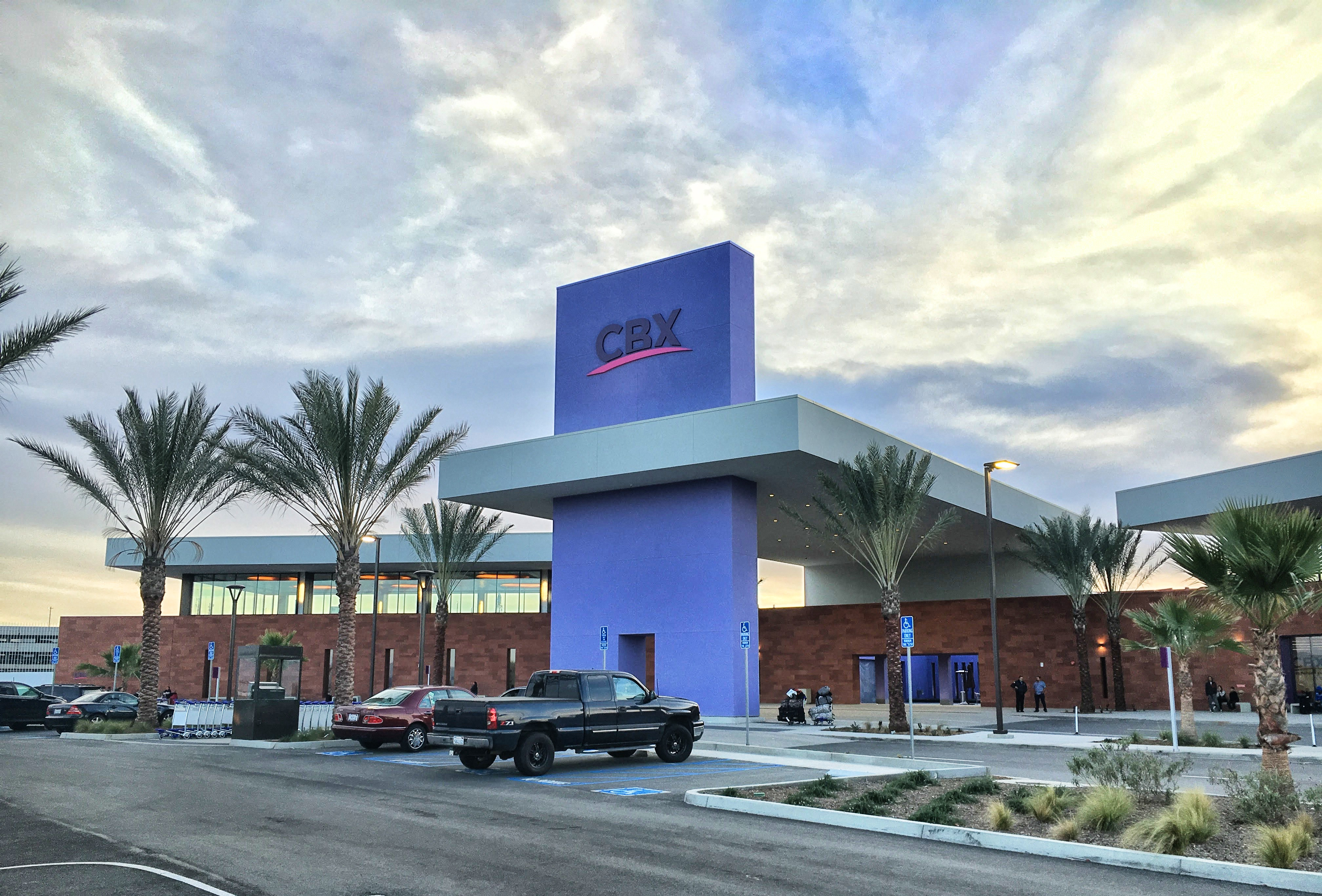
CBX terminal sur le côté AMÉRICAIN de la frontière

La "Cross-Border Xpress" est le premier système aéroportuaire transfrontalier installé sur le continent américain. Il se compose d'un terminal sur le côté américain de la frontière et un pont pour relier le Mexique avec ce terminal, ouvert le 9 décembre 2015.

## Situation
| \| 500 km1:6 468 000 \| Acapulco Aguascalientes Huatulco Campeche Cancún Chetumal Chihuahua Ciudad · del Carmen Ciudad Juárez Ciudad · Obregón Ciudad · Victoria Colima Cozumel Culiacán Guanajuato Durango Guadalajara Hermosillo Ixtapa · Zihuatanejo La Paz San José · del Cabo Los Mochis Matamoros Mazatlán Mérida Mexicali Mexico B.J. Mexico F.A. Minatitlán Monterrey Morelia Nuevo · Laredo Oaxaca Playa · de Oro Puebla Puerto · Escondido Puerto · Vallarta Querétaro Reynosa San Luis · Potosí Tampico Tapachula Tepic Tijuana Toluca Torreón Tuxtla Gutiérrez Uruapan Veracruz Villahermosa Zacatecas |
| 500 km1:6 468 000 |

## Statistiques
Pour des raisons techniques, il est temporairement impossible d'afficher le graphique qui aurait dû être présenté ici.

Voir la requête brute et les sources sur Wikidata.

## Compagnies et destinations
| Compagnies         | Destinations |
| ------------------ | --- |
| Aeroméxico         | Guadalajara-M. Hidalgo y Costilla, Mexico-B. Juárez, Shanghai-Pudong |
| Aeroméxico Connect | Mexico-B. Juárez En saison : Chihuahua-R. Fierro V, Ciudad Juárez-A. González, Culiacán, Durango, León-Guanajuato (Bajio) |
| Calafia Airlines   | La Paz-El Alto, Loreto, Los Cabos |
| Hainan Airlines    | Pékin-Capitale[1] |
| Interjet           | Guadalajara-M. Hidalgo y Costilla, Mexico-B. Juárez |
| TAR                | Hermosillo |
| VivaAerobus        | Cancún, Culiacán, Guadalajara-M. Hidalgo y Costilla, León-Guanajuato (Bajio), Mazatlán, Mexico-B. Juárez, Monterrey-M. Escobedo, Morelia, Los Cabos |
| Volaris            | - Acapulco-J. N. Álvarez, - Aguascalientes, - Cancún, - Chihuahua-R. Fierro V, - Ciudad Juárez-A. González, - Ciudad Obregón, - Colima, - Culiacán, - Durango, - Guadalajara-M. Hidalgo y Costilla, - Hermosillo, - Huatulco, - Ixtapa/Zihuatanejo, - La Paz-El Alto, - León-Guanajuato (Bajio), - Loreto, - Los Mochis, - Mazatlán, - Mérida C. Rejón, - Mexico-B. Juárez, - Monterrey-M. Escobedo, - Morelia, - Oaxaca-Xoxocotlán, - Puebla, - Puerto Vallarta, - Querétaro, - Los Cabos, - San Luis Potosí, - Tapachula , - Tepic, - Torreón, - Tuxtla Gutiérrez, - Uruapan, - Veracruz-H. Jara, - Zacatecas-L. C. Ruiz |

Édité le 20/06/2019

## Galerie

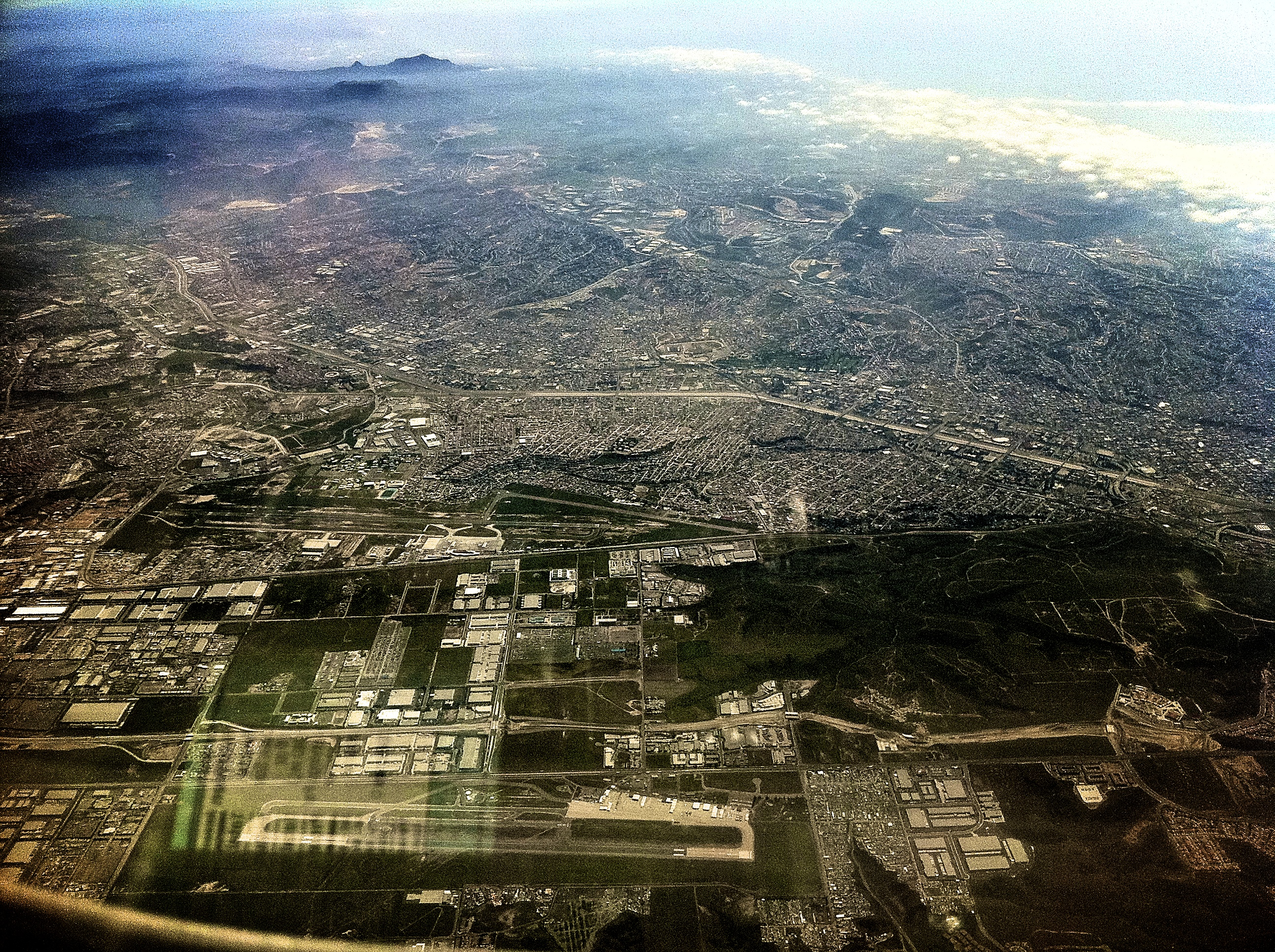
De l'aéroport à partir de 10 000 pieds (centre de l'image, Brun Champ de la piste aux États-Unis, au fond)
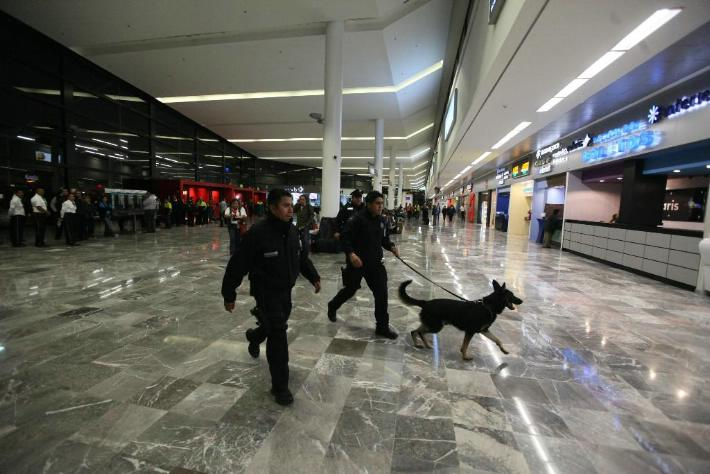
Corridor principal de l'aéroport.
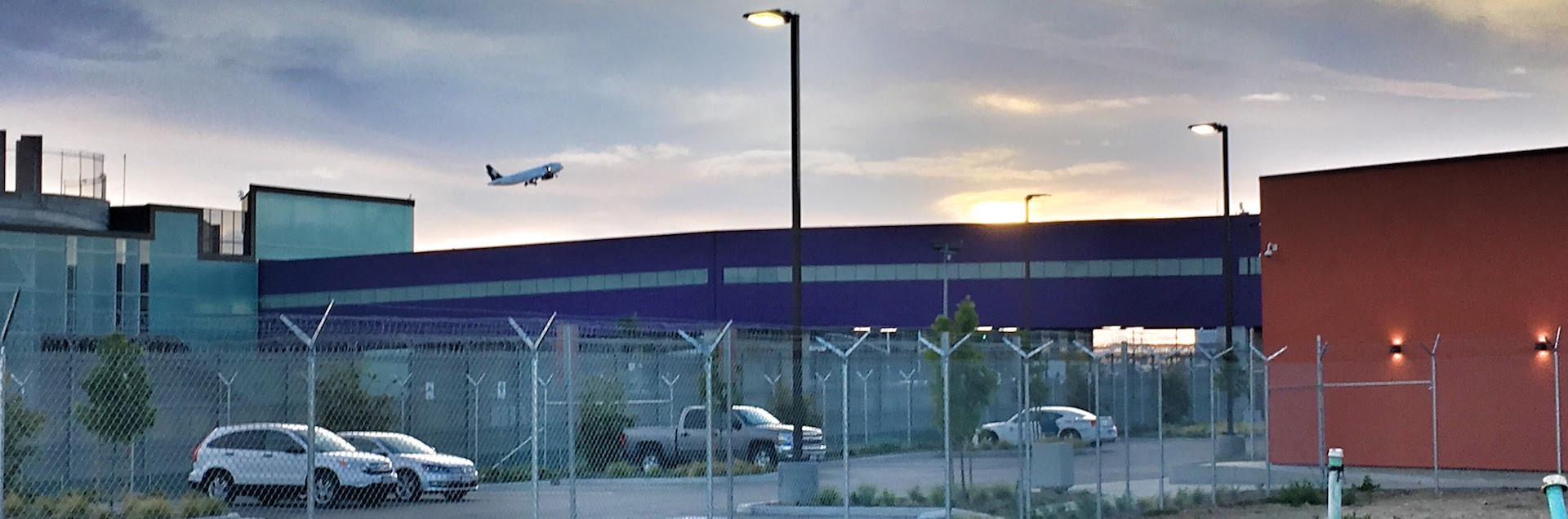
Vue du pont Cross-Border Xpress, à proximité des États-Unis, à Tijuana. L'aéroport est sur la gauche et le CBX-UNIS terminal sur la droite.